# Gulli
Gulli (pronúncia em francês: [gy. li]) é um canal de televisão francês de sinal aberto com foco na programação infantil. Foi criado como resultado de uma parceria entre a Lagardère Active e a emissora estatal France Télévisions. Em 2019, o Groupe M6 comprou a Gulli, bem como a divisão de televisão da Lagardère Active.

## História
O canal foi lançado em 18 de novembro de 2005 na plataforma de televisão digital terrestre na França. Dez anos depois, em 1º de julho de 2015, o Gulli lançou seu próprio feed de transmissão simultânea em HD no satélite Astra 1. Em 5 de abril de 2016, seu feed HD é lançado em TDT.
Gulli é uma joint venture entre as empresas Lagardère Active e a estatal France Télévisions que são pioneiras da televisão infantil na França. O primeiro é conhecido por seu canal infantil, Canal J, enquanto o outro tem uma longa história de investimento em programação infantil por meio de sua divisão voltada para jovens no France 3. Em 23 de dezembro de 2013, um acordo foi fechado entre a Lagardère e a France Télévisions para comprar as ações do Gulli. O negócio foi finalizado em 29 de outubro de 2014 com a transferência de 34% das ações da France Télévisions para a Lagardère por €25 milhões.
O canal foi lançada na Rússia, África e Oriente Médio, com transmissão em russo, francês e árabe. A própria marca foi vendida junto com o resto dos canais Lagadére para o Groupe M6 em 2019.
O canal foi lançado no Brasil em 9 de agosto de 2020 na operadora de televisão via satélite BluTV, sendo a primeira expansão do canal para as Américas.

## Branding
Nas audiências do CSA para os novos canais TDT, o canal foi apresentado com o nome de Gulliver, em homenagem ao personagem Gulliver do romance satírico As Viagens de Gulliver de Jonathan Swift, antes de ser batizado como Gulli.
No dia 8 de abril de 2010, o Gulli coloca no ar uma nova marca desenhada por Gideão. Na mesma ocasião, o canal está modernizando seu logotipo, que ficou mais escuro, dando-lhe volume e mudando para 16/9 mas de forma dinâmica (formato de vídeo 4:3 e 16:9).
Uma nova marca, novamente desenhada pelo Gideão, é lançada em setembro de 2013.
Em 28 de agosto de 2017, o Gulli mudou sua marca. Essa marca que é feita pela 17MARS. Essa nova skin recebe críticas muito positivas e dá muita cor ao canal.

### Logos

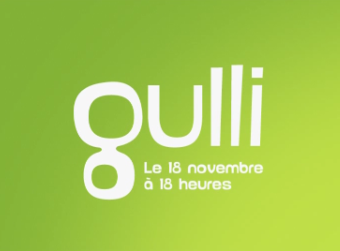
Anúncio do Gulli em 18 de novembro de 2005 às 18 horas.
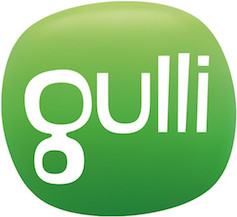
Logotipo atual desde 28 de agosto de 2017.

### Logos de canais derivados

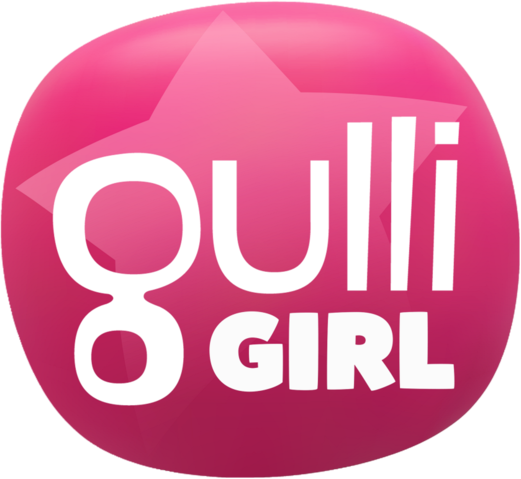
Logotipo do Gulli Girl.
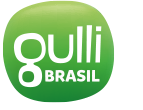
Logotipo do Gulli Brasil.

## Transmissão
No lançamento do canal em 18 de novembro de 2005, o Gulli foi transmitido das 6h30 às 23h. A partir de 10 de dezembro de 2007, o canal foi transmitido das 6h00 às 12h30. Desde 1 de setembro de 2008, o canal transmite 24 horas por dia.